# David Elliott
David Stuart Elliott (Prestbury, 29 aprile 1949) è un curatore d'arte britannico.
Dopo gli studi presso la Loughborough Grammar School, segue i corsi di storia moderna dell'Università di Durham e di storia dell'arte del Courtauld Institute of Art di Londra. Lavora in seguito come responsabile artistico presso l'Arts Council of Great Britain e diventa nel 1976 direttore del Modern Art Oxford, carica che ricopre fino al 1996. Durante questo periodo organizza numerose esposizioni incentrate sull'arte moderna e contemporanea in America Latina, Asia, Sudafrica, Europa Orientale e Unione Sovietica.
Dal 1996 al 2001 è direttore del Moderna Museet di Stoccolma del quale inaugura la nuova sede, opera dell'architetto spagnolo Rafael Moneo. Fra il 1998 e il 2004 è presidente onorario del consiglio d'amministrazione del CIMAM (International Committee of ICOM for Museums of Modern and Contemporary Art), l'unica associazione professionale internazionale per i musei d'arte moderna. Nel 1995 è fra i curatori, per la Hayward Gallery di Londra, della mostra itinerante "Art and Power", nella quale esplora il rapporto tra arte e regimi totalitari in Europa nella prima metà del XX secolo. I suoi saggi scritti in occasione di questa mostra sono stati in seguito raccolti e ripubblicati sulla rivista History Today.
Fra il 2001 e il 2006, Elliott è stato il primo direttore del Mori Art Museum di Tokyo, un museo privato aperto al pubblico e dedicato all'arte, all'architettura e al design contemporanei, asiatici in particolare. Nel 2007 è il primo direttore dell'Istanbul Modern, il primo museo privato turco ad aver organizzato mostre d'arte moderna e contemporanea. È guest professor per la cattedra di storia dell'arte Rudolph Arnheim della Humboldt Universität di Berlino nel 2008 e visiting professor per il corso di Studi Museali della Chinese University di Hong Kong nel 2008, nel 2011 e nel 2013. Dal 2008 al 2010 è direttore artistico della 17ª Biennale di Sydney dal titolo The Beauty of Distance: Songs of Survival in a Precarious Age svoltasi dal 12 maggio al 1º agosto 2010. Nel 2009, per l'annuale Toshiba Lecture Series presso il British Museum di Londra, tiene un ciclo di conferenze sull'arte giapponese dal titolo Rethinking Art after the Age of 'Enlightenment'. Viene in seguito nominato direttore artistico della 1ª Biennale di Kiev del 2012, dal titolo The Best of Times, The Worst of Times. Rebirth and Apocalypse in Contemporary Art.
È successivamente stato consulente dell'Hong Kong Jockey Club Charitable Trust per lo sviluppo e la programmazione artistica del Central Police Station Heritage Site (CPS) di Hong Kong, un nuovo centro culturale dedicato all'arte contemporanea e situato all'interno di una ex prigione e stazione di polizia nel centro di Hong Kong. Il progetto di ristrutturazione ed ampliamento dell'edificio (dichiarato patrimonio storico della città) è stato affidato allo studio svizzero Herzog e De Meuron; l'apertura è prevista per la primavera del 2015. È presidente onorario del Triangle Art Network/Gasworks di Londra e fa parte del comitato consultivo del Guggenheim Museum di New York per l'arte asiatica.

## Attività
Durante la sua attività, David Elliott ha curato numerose esposizioni d'arte contemporanea in giro per il mondo e contribuito con i suoi articoli a molteplici riviste e cataloghi. I suoi interessi principali riguardano l'arte contemporanea, l'avanguardia russa e le arti visive dell'Europa Centrale e Orientale, dell'Asia e delle culture non occidentali fra la fine del XX e l'inizio del XXI secolo.
La mostra Bye Bye Kitty!!! Between heaven and hell in contemporary Japanese art, inaugurata presso la Japan Society di New York nel marzo del 2011, è stata giudicata dall'AICA (American Branch of the International Association of Art Critics) "la migliore esposizione in uno spazio pubblico no-profit per l'anno 2011" e fra le migliori esposizioni dell'anno dal New York Times e dalla rivista Art Asia Pacific. Questa stessa mostra è stata in seguito presentata presso la galleria Calvert 22 di Londra (settembre - novembre 2011).
La mostra The Best of Times, The Worst of Times. Rebirth and Apocalypse in Contemporary Art è stata candidata a miglior esposizione del 2011 nell'area Asia-Pacifico.

## Esposizioni principali
- The Best of Times, The Worst of Times. Rebirth and Apocalypse in Contemporary Art, Arsenale 2012, 1st Kyiv Biennial, Kiev (24 maggio - 31 luglio 2012)
- The Beauty of Distance: Songs of Survival in a Precarious Age, 17th Biennale of Sydney 2010, Sydney (12 maggio – 1º agosto 2010)
- Miguel Angel Rios – CRUDO, Galerie Akinci, Amsterdam (12 maggio – 1º agosto 2012)
- Istanbul Bienniale, Istanbul (8 settembre – 4 novembre 2007)
- Africa Remix, Johannesburg Art Gallery (24 giugno – 30 settembre 2007)
- Bill Viola, Hyogo, Prefectural Museum of Art, Kobe (23 gennaio – 21 marzo 2007)
- Africa Remix, Moderna Museet, Stockholm (14 ottobre 2006 – 14 gennaio 2007)
- Hiroshi Sugimoto: End of Time, Modern Art Museum, Fort Worth (17 settembre 2006 – 21 gennaio 2007)
- Berlin-Tokyo / Tokyo-Berlin, Neue Nationalgalerie, Berlin (7 giugno – 3 ottobre 2006)
- Africa Remix, Mori Art Museum, Tokyo (27 maggio – 31 agosto 2006)
- Hiroshi Sugimoto: End of Time, Hirshhorn Museum, Washington (16 febbraio – 14 maggio 2006)
- Tokyo-Berlin / Berlin-Tokyo, Mori Art Museum, Tokyo (28 gennaio – 7 maggio 2006)
- Hiroshi Sugimoto: End of Time, Mori Art Museum, Tokyo (17 settembre 2005 – 9 gennaio 2006)
- Follow Me! / China: Crossroads of Culture, Mori Art Museum, Tokyo (2 luglio – 4 settembre 2005)
- Africa Remix, Centre Pompidou, Paris (25 maggio – 8 agosto 2005)
- Ilya & Emilia Kabakov "Where is our place?", Les Abattoirs - Frac Midi-Pyrénées, Toulouse (8 marzo – 5 giugno 2005)
- Africa Remix, Hayward Gallery, London (10 febbraio – 17 aprile 2005)
- Ilya & Emilia Kabakov "Where is our place?", MAXXI, Roma (5 novembre 2004 – 6 febbraio 2005)
- Africa Remix, Museum Kunst Palast, Düsseldorf (24 luglio – 7 novembre 2004)
- Ilya & Emilia Kabakov "Where is our place?", Mori Art Museum, Tokyo (29 maggio – 19 luglio 2004)
- Happiness - A Survival Guide for Art and Life, Mori Art Museum, Tokyo (18 ottobre 2003 – 19 gennaio 2004)
- Ilya & Emilia Kabakov "Where is our place?", Fondazione Querini Stampalia, Venedig (11 giugno – 7 settembre 2003)
- MANIF D´ART 2 Manifestation Internationale d´Art, Quebec (1 – 31 maggio 2003)
- After the Wall, Hamburger Bahnhof, Berlin (1º ottobre 2000 – 4 febbraio 2001)
- Organising Freedom - Nordic Art of the 90s, Kunsthal Charlottenborg, Kopenhagen (8 settembre – 29 ottobre 2000)
- After the Wall, Ludwig Museum Budapest (15 giugno – 27 agosto 2000)
- Organising Freedom - Nordic Art of the 90s, Moderna Museet Stockholm (12 febbraio – 9 aprile 2000)
- After the Wall, Moderna Museet, Stockholm (16 ottobre 1999 – 16 gennaio 2000)
- WOUNDS. Between Democracy and Redemption, Moderna Museet, Stockholm (14 febbraio – 19 aprile 1998)
- Art and Power: Europa unter den Diktatoren (1930-1945), Deutsches Historisches Museum, Berlin (11 giugno – 20 agosto 1996)
- Art and Power. Europe Under the Dictators, 1930-1945, CCCB Barcellona (27 febbraio – 5 maggio 1996)
- Art and Power: Europe Under the Dictators (1930-1945), Hayward Gallery, London (26 ottobre 1995 – 21 gennaio 1996)